# John Paterson
John Paterson, född 1776, död 1855, var en skotsk missionär.
Paterson verkade i det Brittiska bibelsällskapets tjänst i Skandinavien och Ryssland, och verkade senare i Skottland som sekreterare för London Missionary Society. Han var verksam i Stockholm 1807-1812 och i Sankt Petersburg 1812-1825. Han utnämndes till hedersdoktor i teologi vid Kungliga Akademien i Åbo 1817.

Paterson var gift 1809-1813 med Katrine Margarete Hollinder och 1817-1820 med Jane Greig, dotter till storamiral Samuel Greigh.